# Hermandad del Sagrado Corazón (Sevilla)

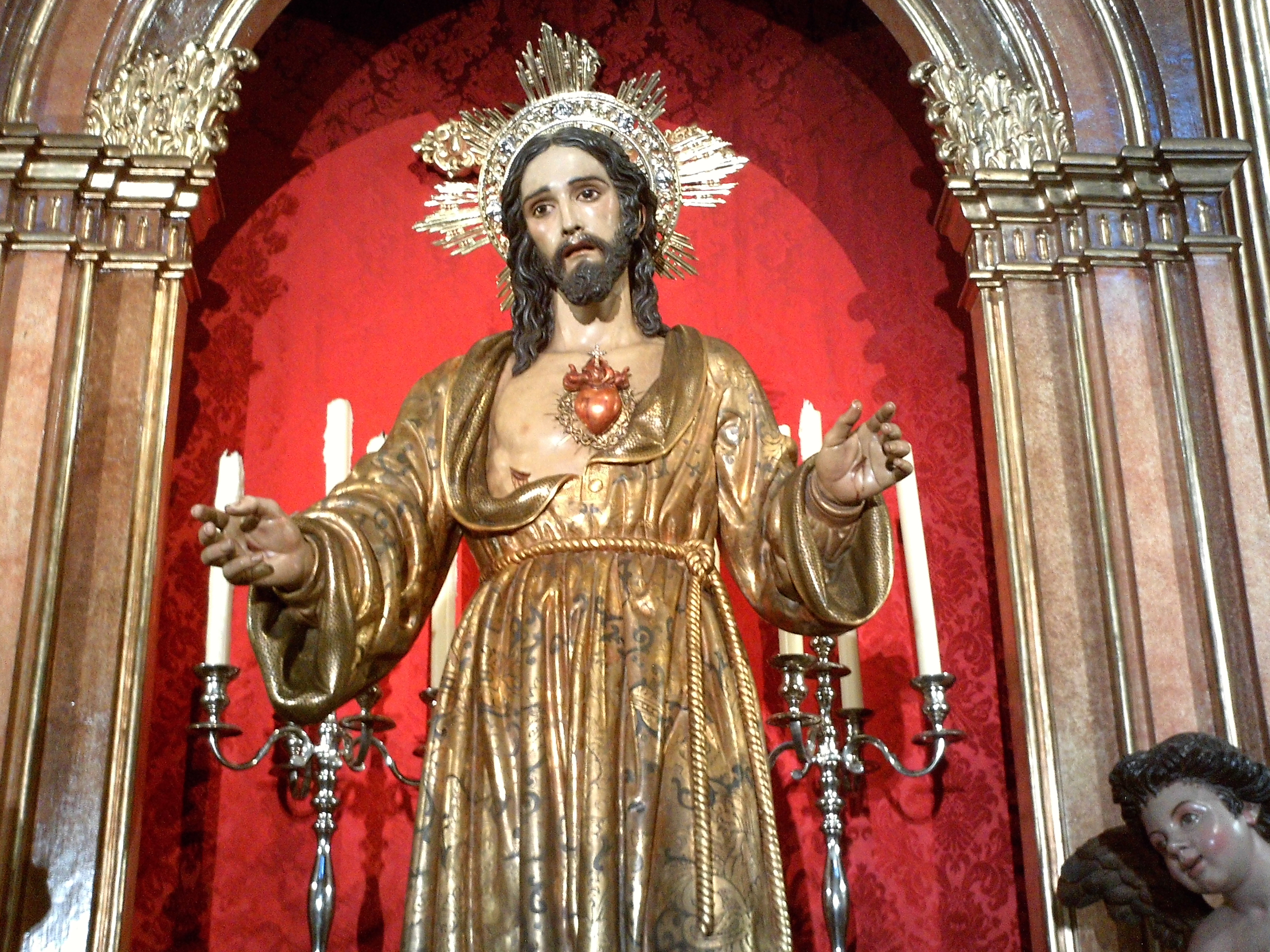
Sagrado Corazón de Jesús.

La Cofradía del Sagrado Corazón es una corporación católica de gloria que tiene su sede en la Parroquia de la Concepción Inmaculada de Sevilla, Andalucía, España.

## Historia
Fue fundada en 1940, con la ayuda del párroco Cristóbal Garrido, para la evangelización en el barrio de Nervión. Hasta creación de la Hermandad de la Sed en los años 60, fue la única hermandad del barrio.
El bordador José Ramón Paleteiro Bellerín realizó la bandera de la hermandad.
La imagen del Sagrado Corazón fue realizada por Antonio Illanes en 1944. El paso fue realizado por Manuel Casana, según proyecto de Martín Ongay. La parte ornamental del paso fue realizada por Jiménez Espinosa.
Jiménez Espinosa realizó también el altar en la parroquia. Los querubines que escoltan la imagen de Jesús en su altar fueron realizados por Rafael Barbero. Estos fueron restaurados por Juan Manuel Miñarro López.
El 20 de junio de 1998 la imagen del titular fue llevada a la Catedral de Sevilla, con motivo del centenario de la consagración de la diócesis al Sagrado Corazón de Jesús, y se renovó la consagración.